# Sailing (Gemälde)
Sailing (deutsch Segeln) ist ein Gemälde des amerikanischen Malers Edward Hopper (1882–1967) aus dem Jahr 1911. Das in Öl auf Leinwand ausgeführte Werk mit den Maßen 61 × 74 cm befindet sich im Carnegie Museum of Art in Pittsburgh.
Als Motiv wählte Hopper ein kleines Segelboot unter vollen Segeln hart am Wind. Im Jahr 1980 zeigte eine Untersuchung mit Röntgenstrahlen, dass sich unter der Farbschicht ein früheres Selbstporträt des Künstlers verbirgt.
Hopper zeigte das Werk zusammen mit seinen vier Ölgemälden British Steamer, The Wine Shop, Valley of the Seine und River Boat im Rahmen einer Ausstellung im MacDowell-Club in New York vom 22. Februar bis zum 5. März 1912. Danach wurde es 1913 in der Armory Show in New York City ausgestellt und von dem Textilfabrikanten Thomas F. Vietor aus Manhattan für 250 US-Dollar gekauft. Es war das erste verkaufte Gemälde von Hopper.